# Xiaomi Redmi Note 7
Xiaomi Redmi Note 7 — смартфон компании Xiaomi, представлен 21 марта 2019 года в России. В июне 2022 года поддержка смартфона была прекращена.
Телефон оснащен экраном IPS с защитным стеклом Gorilla Glass 5. Размер дисплея 6,3 дюйма, соотношение сторон 19,5:9, а разрешение составляет 2340×1080 при плотности 409 ppi. Дисплей поддерживает до 10 одновременных касаний. Ширина рамки с боков составляет 3,5 мм, отступ снизу — 8 мм, сверху — 5 мм. Экран занимает около 81,4% площади передней панели.
Телефон производился в трех цветах:
- Космический Черный
- Нептуновый Синий
- Туманный Красный

## Технические характеристики[3]
|                                  | Характеристики |
| -------------------------------- | --- |
| Тип                              | Смартфон |
| Предустановленная ОС             | Android 9 (Pie) + MIUI 10 |
| Оперативная память, ГБ           | 3/4/6 |
| Встроенная память, ГБ            | 32/64/128 |
| Слот расширения                  | microSD (до 256 ГБ) |
| Тип Sim-карты                    | Nano-SIM |
| Количество SIM-карт              | 2 (или 1 SIM-карта + карта памяти)                                                                                                  |
| Процессор                        | Qualcomm Snapdragon 660 + GPU Adreno 512                                                                                            |
| Количество ядер                  | 8 |
| Частота, ГГц                     | 2,2 |
| Аккумулятор                      | 4000 мАч (несъемный) |
| Диагональ, дюймы                 | 6,3 |
| Разрешение                       | 2340х1080 |
| Тип матрицы                      | IPS |
| PPI                              | 409 |
| Датчик регулировки яркости       | Да |
| Другое                           | Corning Gorilla Glass 5, 2,5D дисплей                                                                                               |
| Основная камера, Мп              | 48 (f/1.8) + 5 |
| Видеосъемка                      | 1080p 60 fps |
| Вспышка                          | Да |
| Фронтальная камера, Мп           | 13 |
| Другое                           | HDR, цифровая стабилизация изображения                                                                                              |
| Высокоскоростная передача данных | GSM GPRS/EDGE (2G), UMTS (3G), HSPA+, FDD-LTE, TDD-LTE                                                                              |
| Wi-Fi                            | 802.11ac (2,4 + 5 ГГц) |
| Bluetooth                        | Да (5.0) |
| GPS                              | Да (A-GPS, GLONASS, Beidou) |
| IrDA (ик-порт)                   | Да |
| FM-радио                         | Да |
| Аудиоразъем                      | 3.5 мм |
| NFC                              | Нет |
| Интерфейсный разъем              | USB Type-C |
| Размеры, мм                      | 159,21x75,21x8,1 |
| Вес, г                           | 186 |
| Защита от пыли и влаги           | Нет |
| Тип корпуса                      | Моноблок (неразборный) |
| Материал корпуса                 | Стекло/стекло |
| Тип клавиатуры                   | экранный ввод |
| Еще                              | сканер отпечатка пальцев, поддержка быстрой зарядки Quick Charge 4, поддержка разблокировки по лицу (при помощи фронтальной камеры) |

## Защита
Экран телефона защищён от механических повреждений 2.5D-стеклом Gorilla Glass 5.
Защита по стандартам сертификата IP отсутствует, однако на заднюю панель нанесено водоотталкивающее покрытие P2i, защищающее телефон от дождя и брызг.